# 卡波利韦里
卡波利韦里（義大利語：Capoliveri），是意大利利佛诺省的一个市镇。总面积38平方公里，人口3840人，人口密度101.1人/平方公里（2009年）。ISTAT代码为049004。